# Antecessores
Antecessores o Antecursores van ser un tipus de soldats romans de cavalleria que normalment precedien a l'exèrcit regular en la marxa, i buscaven un lloc adient per establir el campament i per recollir les provisions o aigua necessaris. No eren com els Speculatores (exploradors, espies) que s'avançaven a l'exèrcit per veure els moviments de l'enemic.
Aquest mateix nom es va donar més tard als mestres de la llei romana.